# Joanna Wołosz
Joanna Wołosz est une joueuse de volley-ball polonaise née le 7 avril 1990 à Elbląg. Elle mesure 1,81 m et joue au poste de passeuse. Elle totalise 91 sélections en équipe de Pologne.

## Clubs
| Club                        | De        | À         |
| --------------------------- | --------- | --------- |
| MKS Truso Elbląg            |           | 2005-2006 |
| SMS PZPS Sosnowiec          | 2006-2007 | 2006-2007 |
| Energa Gedania Gdańsk       | 2007-2008 | 2008-2009 |
| Gwardia Wrocław             | 2009-2010 | 2010-2011 |
| Bielsko-Biała               | 2011-2012 | 2012-2013 |
| Futura Volley Busto Arsizio | 2013-2014 | 2014-2015 |
| KPS Chemik Police           | 2015-2016 | 2016-2017 |
| Imoco Volley Conegliano     | 2017-2018 | en cours  |

## Palmarès

### Équipe nationale
- Jeux européen
  - Finaliste : 2015.

### Clubs
- Championnat du monde des clubs (1)
  - Vainqueur : 2019.
  - Finaliste : 2021.
- Ligue des champions (1)
  - Vainqueur : 2021.
  - Finaliste : 2015, 2019.
- Supercoupe de Pologne (1)
  - Vainqueur : 2015.
- Championnat d'Italie (4)
  - Vainqueur : 2018, 2019, 2021, 2022.
  - Finaliste : 2014.
- Supercoupe d'Italie (4)
  - Vainqueur : 2018, 2019, 2020, 2021.
  - Finaliste : 2014, 2017.
- Coupe de Pologne (2)
  - Vainqueur : 2016, 2017.
- Championnat de Pologne (2)
  - Vainqueur : 2016, 2017.
- Coupe d'Italie (3)
  - Vainqueur : 2020, 2021 2022.
  - Finaliste : 2018, 2019.

### Distinctions individuelles
- Ligue des champions de volley-ball féminin 2017-2018: Meilleure passeuse[2].
- Championnat du monde des clubs de volley-ball féminin 2019 : Meilleure passeuse[3].